# Megascops ingens
Megascops ingens là một loài chim trong họ Strigidae.